# Wetterhäuschen (Hygrometer)

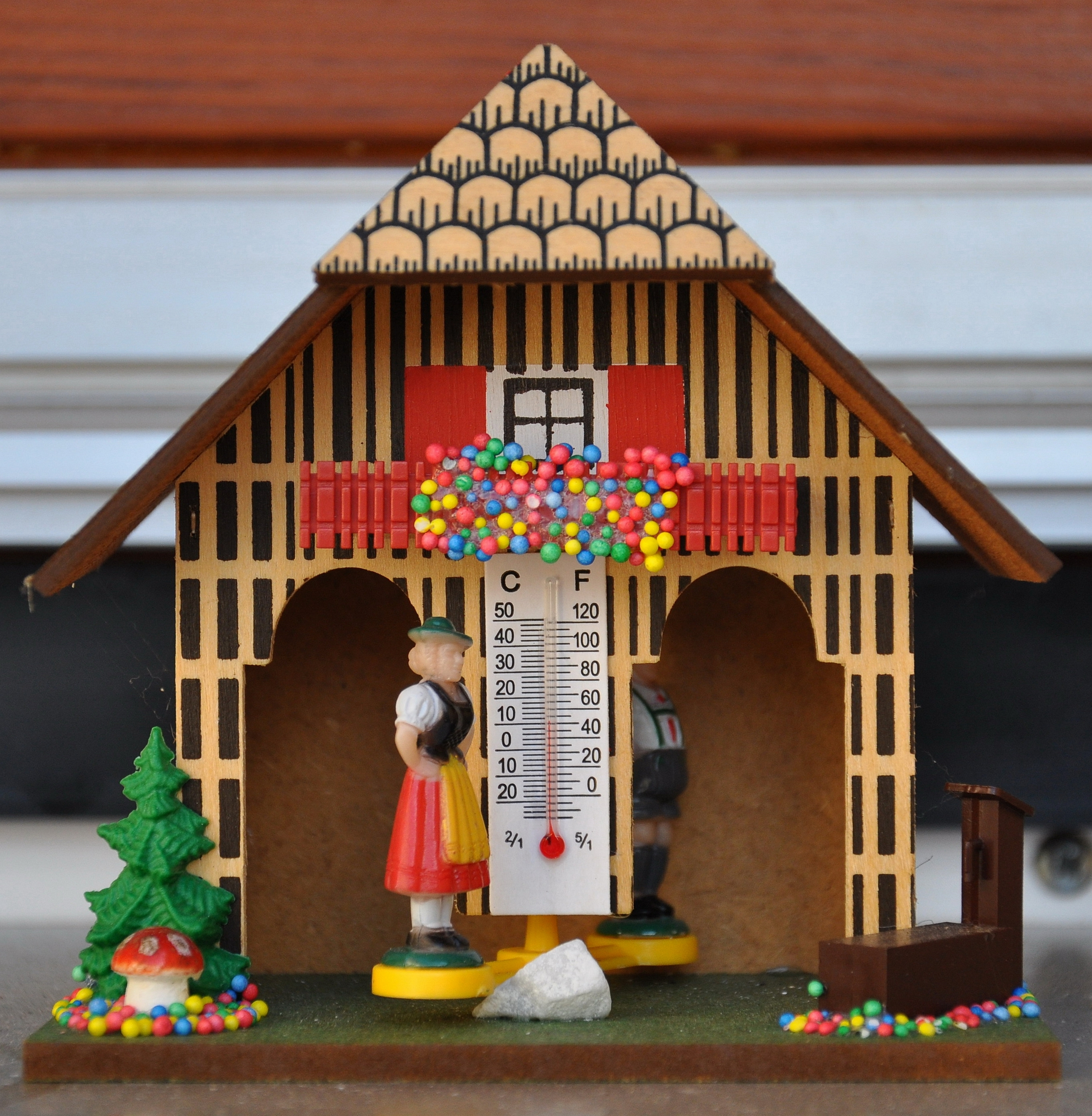
Wetterhäuschen, Schönwetter anzeigend

Ein Wetterhäuschen ist ein Hygrometer in Form eines zweitürigen Miniaturhauses, das durch eine einfache Mechanik auf die Luftfeuchtigkeit reagiert und mithilfe von beweglichen Figuren das Wetter anzeigen soll.

## Funktionsweise
Das Wetterhäuschen ist eine traditionelle Form des Hygrometers, bei dem, abhängig von der Luftfeuchtigkeit, jeweils eine von zwei Figuren aus dem Haus herausschaut, während die andere darin verschwindet. Meist steht hier die Frau („Sonnenfrau“) für trockenes, der Mann („Regenmann“, oft auch mit Regenschirm dargestellt) für feuchtes Wetter. Hierzu werden die Figuren auf einer drehbaren Scheibe angebracht, die durch eine Feder in eine Richtung gezogen wird. Für die Gegenkraft und eigentliche Auslenkung sorgt ein Stück Tierdarm (Darmsaite) oder ein Strang Haare (meist Pferdehaar), die stark auf die Feuchtigkeit reagieren. Damit ein Wetterhäuschen richtig funktioniert, muss es im Freien angebracht werden.
An vielen Wetterhäuschen ist zudem ein Thermometer angebracht, womit sie einen Vorläufer der Wetterstation darstellen.

## Geschichte
Jacob Leupold beschrieb 1726 in seinem Theatrum Aerostaticum ein solches Hygrometer, das er bereits viele Jahre zuvor hergestellt habe. Das Zedlersche Lexikon berichtete 1735, dass solche Instrumente von Marktschreiern verkauft würden. Karl Friedrich August Hochheimer verzichtete 1795 in seinem Allgemeinen ökonomisch-chemischen-technologischen Haus- und Kunstbuch bei der Anleitung zum Verfertigen von Hygrometern auf eine nähere Beschreibung der Wetterhäuschen, da man sie „überall selbst sehen“ könne.